# С кем ты?
С кем ты? е вторият студиен албум на Ария. Издаден е през ноември 1986 на аудиокасета. През 1994 е преиздаден на CD.

## История на създаването
Това е единственият албум на групата с участието на Андрей Болшаков, който композира голяма част от песните в него. Текстовете са написани от Александър Елин, с изключение на песента „Без тебя“, чийто текст е дело на Маргарита Пушкина. В албума няма нито една песен на основния композитор на бандата Владимир Холстинин, тъй като неговата песен „1100“ не е приета от останалите музиканти. Тя намира място в следващия албум на Ария - Герой асфальта. В състава, издал "С кем ты?", не попада пианистът Кирил Покровский, въпреки че той участва в записите на албума. Песента „Встань, страх преодолей“ е кавър версия на Jawbreaker на Judas Priest. Песента „Воля и разум“ поражда критики, тъй като това е девиз на италианските фашисти, но самите музиканти не са знаели за това.

## Списък на песните
- 1.	„Воля и разум“
- 2.	„Встань, страх преодолей“
- 3.	„Здесь куют металл“
- 4.	"С кем ты?"
- 5.	„Без тебя“
- 6.	„Память о...“
- 7.	„Икар“
- 8.	„Игры не для нас“